# Nortada
A Nortada "vento do Norte" é um vento de verão ao longo da costa oeste da Península Ibérica, vindo do norte, que ocorre principalmente entre junho e setembro. 

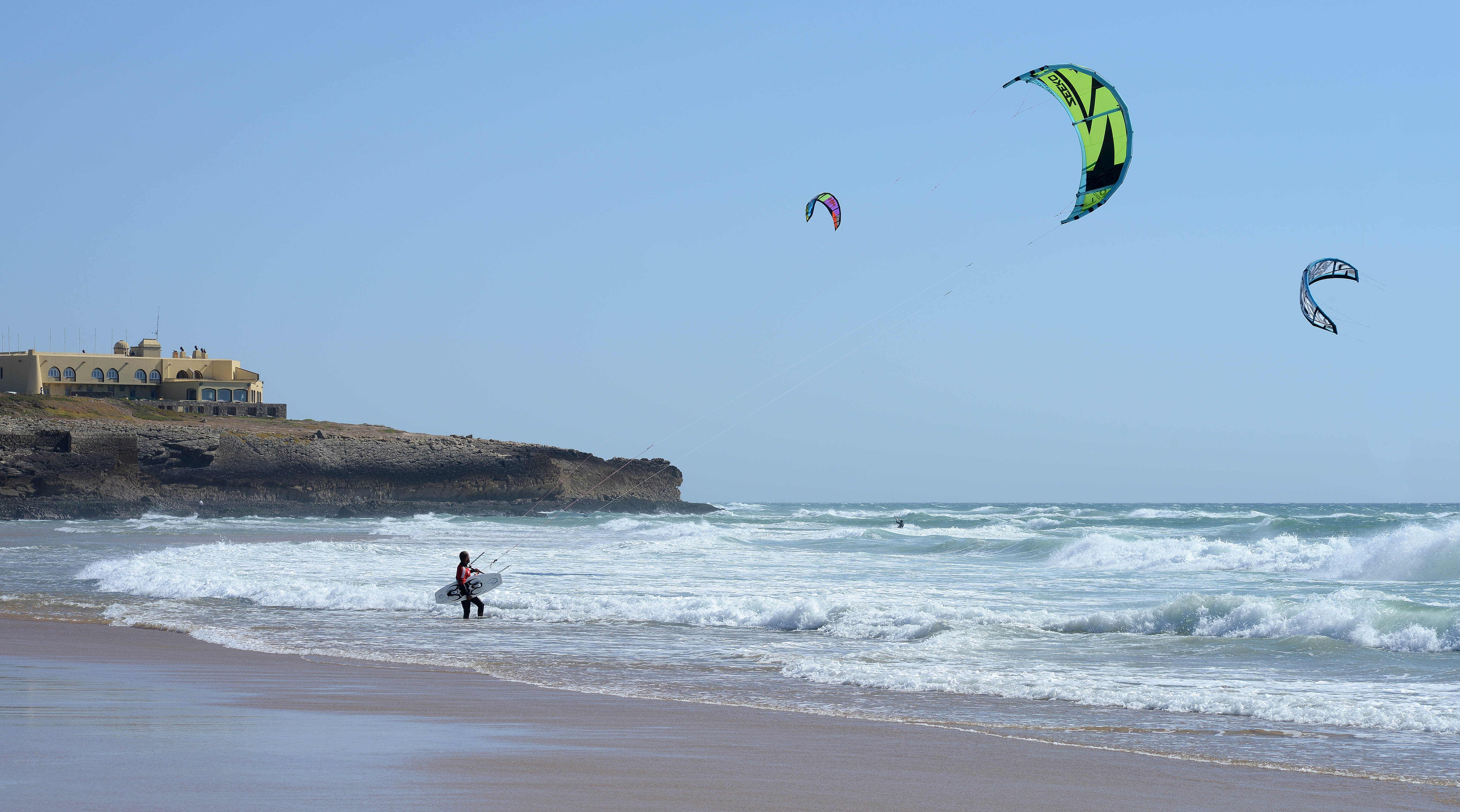
Praia do Guincho, onde a Nortada é localmente ampliada.

A direção principal do vento é Norte-Noroeste. O vento é criado principalmente por uma baixa térmica sobre a Península Ibérica e uma alta pressão nos Açores muito acima do Atlântico . Os meses com maior frequência de baixas de calor coincidem, portanto, com os meses de ocorrência mais frequente da Nortada. O vento é fortalecido localmente por influências térmicas, mas também orográficas, como, por exemplo, por cadeias de montanhas . O vento geralmente leva na área costeira a uma ressurgência costeira de água fria, o que, por sua vez, frequentemente leva ao fortalecimento do vento.
Um local popular para a prática de windsurf e kitesurf, onde tal amplificação local ocorre, é por exemplo a Praia do Guincho, perto de Lisboa . Também ocorre um reforço na Praia do Martinhal em Sagres, onde o vento sopra então totalmente offshore .